# Jarrion Lawson
Jarrion Lawson (Texarkana, 6 maggio 1994) è un lunghista e velocista statunitense, medaglia d'argento nel salto in lungo ai Mondiali di Londra 2017.

## Palmarès
| Anno | Manifestazione    | Sede           | Evento         | Risultato      | Prestazione | Note                                     |
| ---- | ----------------- | -------------- | -------------- | -------------- | ----------- | ---------------------------------------- |
| 2012 | Mondiali juniores | Barcellona     | Salto in lungo | Bronzo         | 7,64 m      |                                          |
| 2016 | Giochi olimpici   | Rio de Janeiro | Salto in lungo | 4º             | 8,25 m      |                                          |
| 2016 | Giochi olimpici   | Rio de Janeiro | 4 × 100 m      | Finale         | dq          | [ 1 ]                                    |
| 2017 | World Relays      | Nassau         | 4 × 200 m      | Argento        | 1'19"88     |                                          |
| 2017 | Mondiali          | Londra         | Salto in lungo | Argento        | 8,44 m      | Miglior prestazione personale stagionale |
| 2018 | Mondiali indoor   | Birmingham     | Salto in lungo | 4º             | 8,14 m      |                                          |
| 2022 | Mondiali indoor   | Belgrado       | Salto in lungo | 4º             | 8,19 m      | Miglior prestazione personale stagionale |
| 2023 | Mondiali          | Budapest       | Salto in lungo | 16º (q)        | 7,96 m      |                                          |
| 2024 | Mondiali indoor   | Glasgow        | Salto in lungo | 5º             | 8,06 m      | Miglior prestazione personale stagionale |
| 2024 | Giochi olimpici   | Parigi         | Salto in lungo | Qualificazione | nm          |                                          |